# Де Хэвилленд, Джеффри (младший)
Джеффри де Хэвилленд младший (18 февраля 1910, Гэмпшир — 27 сентября 1946, Грейвзенд, Кент) — британский лётчик-испытатель, сын Джеффри Де Хэвилленда.

## Биография
Джеффри Рауль де Хэвилленд родился 18 февраля 1910 года в Крукс-Истоне (графство Хэмпшир) в семье сэра Джеффри де Хэвилленда, основателя компании Havilland Aircraft Company, и его жены Луизы (1881—1949). Джеффри был старшим из троих детей, другими были Питер Джейсон (родился в 1913 году) и Джон (родился в 1918 году). Он впервые полетел в возрасте 8 месяцев на руках матери в самолёте, который пилотировал его отец. В возрасте 6 лет он летел в качестве пассажира со своим отцом из аэропорта Хендон на самолёте Airco DH.6.
Когда он учился в школе Стоу 1924—1927 годах, родители навещали его на самолёте De Havilland DH.60 Moth, приземляясь в поле на территории школы.
В 1928 году он начал работать в компании de Havilland в качестве старшего ученика в инженерном отделе, а последние два года провёл в чертёжном бюро. Параллельно с работой он учился летать в Резервной школе Королевских ВВС. В 1932 году его учёба окончилась и он ушёл поступил в Aircraft Operating Company в качестве пилота, выполнявшего аэрофотосъёмку в Южной Африке, что дало ему очень мало лётного опыта. Через шесть месяцев он вернулся в Англию и стал лётным инструктором сначала в Авиационной технической школе де Хэвилленда, а затем в Лондонском авиаклубе в Хатфилде (Хартфордшир).

## Карьера
В начале 1930-х годов Хуберт Брод был главным лётчиком-испытателем компании de Havilland, а Роберт Уэйт — лётчиком-испытателем производства; к 1934 году производство быстро росло, и Джеффри получил возможность помочь с производственными испытательными полётами. Брод покинул компанию в 1935 году, и его место занял Уэйт, но он погиб в авиакатастрофе de Havilland T.K.4 в октябре 1937 года, а Джеффри де Хэвилленд младший стал главным летчиком-испытателем компании в возрасте 27 лет. Смерть Уэйта подтолкнула Джеффри к испытаниям самолёта «De Havilland Albatross». Это был значительный шаг для пилота, который до этого не пилотировал самые разные самолёты. Конструкция «Альбатроса» была новаторской для 1930-х годов: его двигатели, композитная конструкция и компоновка были новыми. 22 декабря 1938 года Джеффри совершил первый полет на «de Havilland Flamingo», первом цельнометаллическом самолёте де Хэвилленда с напряженной обшивкой. В течение следующих семи лет он совершил первый полет и провел опытно-конструкторские работы всех прототипов de Havilland, включая de Havilland Mosquito и De Havilland DH.100 Vampire.
11 апреля 1939 года де Хэвилленд и Джон Каннингем чудом спаслись во время испытаний de Havilland Moth Minor. На высоте 8000 футов (2400 метров) двигатель остановился, самолёт начал вращаться и не реагировал на органы управления. После пяти оборотов, когда восстановить контроль над ситуацией не удалось, оба испытателя покинули самолёт.
Когда Великобритания вступила во Вторую мировую войну, de Havilland производила самолёты Airspeed AS.10 Oxford и de Havilland Flamingo, которые Джеффри тестировал. В разгар Битвы за Британию фирма также проводил экстренный ремонт повреждённых в бою самолётов Hawker Hurricane, а Ричард Рейнелл, в то время летчик-испытатель фирмы Hawker Aircraft, посетил де Хэвилленд, чтобы обучить Джеффри лётным характеристикам Hawker Hurricane. Во время одного из испытательных полётов отремонтированного Hawker Hurricane фонарь кабины пилота оторвался на высоте 4000 футов (1200 метров) и осколки ударили Джеффри по лицу. Первоначально он был ослеплён, но мог лететь, пригнувшись к приборной панели. Ему удалось приземлиться, несмотря на серьёзное нарушение зрения. Этот инцидент оставил шрамы на его носу. В другом полёте оказалось, что в кислородном баллоне Hawker Hurricane содержался только сжатый воздух.
25 ноября 1940 года с аэродрома Хэтфилд Джеффри совершил первый полёт на прототипе De Havilland Mosquito. Самолёт был изготовлен на заводе в Солсбери-холле. В мае 1941 года его нужно было перевезти на аэродром в Хатфилде. Чтобы сэкономить шесть недель, необходимых для разборки самолёта, его транспортировки и последующей сборки, Джеффри использовал прилегающие поля в качестве взлётно-посадочной полосы, построив мосты над канавам, чтобы дать ему место для взлёта, а затем направил истребитель в Хатфилд.
В январе 1941 года компания de Havilland начала разработку экспериментального реактивного истребителя, который позже пошёл в серию под названием De Havilland DH.100 Vampire. В рамках подготовки к его разработке Джеффри летал на самолёте Gloster E.28/39. Он совершил первый полет на «Вампире» 20 сентября 1943 года, что сделало его третьим британским лётчиком-испытателем (после Джерри Сэйера из Глостера и Майкла Даунта), совершившим полёт на реактивном самолёте.
Де Хэвилленд погиб вечером 27 сентября 1946 года во время проведения скоростных испытаний на de Havilland DH 108 с бортовым номером TG306, который разбился над устьем Темзы; элементы конструкции самолёта были обнаружены на следующий день в Египетском заливе (Грейвзенд, Кент). Его тело было найдено на грязевых отмелях в Уитстабле. Кольцо его парашюта осталось нетронутым. Фильм Дэвида Лина «Звуковой барьер» посвящён этому событию.
Главным лётчиком-испытателем фирмы после гибели де Хэвилленда стал Джон Каннингем.

## Семья
Джеффри был кузеном известных англо-американских актрис Оливии де Хэвилленд и Джоан Фонтейн. В 1933 году он женился на Гвендолин Мод Александр. Они развелись в 1942 году, а в 1943 году он женился на Пипетт Мэрион Скотт Бруфорд. Детей от обоих браков не было. Брат Джеффри, Джон де Хэвилленд, также был лётчиком-испытателем компании de Havilland и погиб в результате несчастного случая во время полёта на Москито в 1943 году.

## Награды
В 1945 году в честь дня рождения короля Де Хэвилленд был награждён орденом Британской империи.
В 1946 году был посмертно награждён Призом Сигрейва с формулировкой «За вклад в развитие британской авиации в качестве летчика-испытателя, разрабатывавшего такие самолёты, как De Havilland Mosquito, Hornet и Vampire».